# 脳の大規模ネットワーク

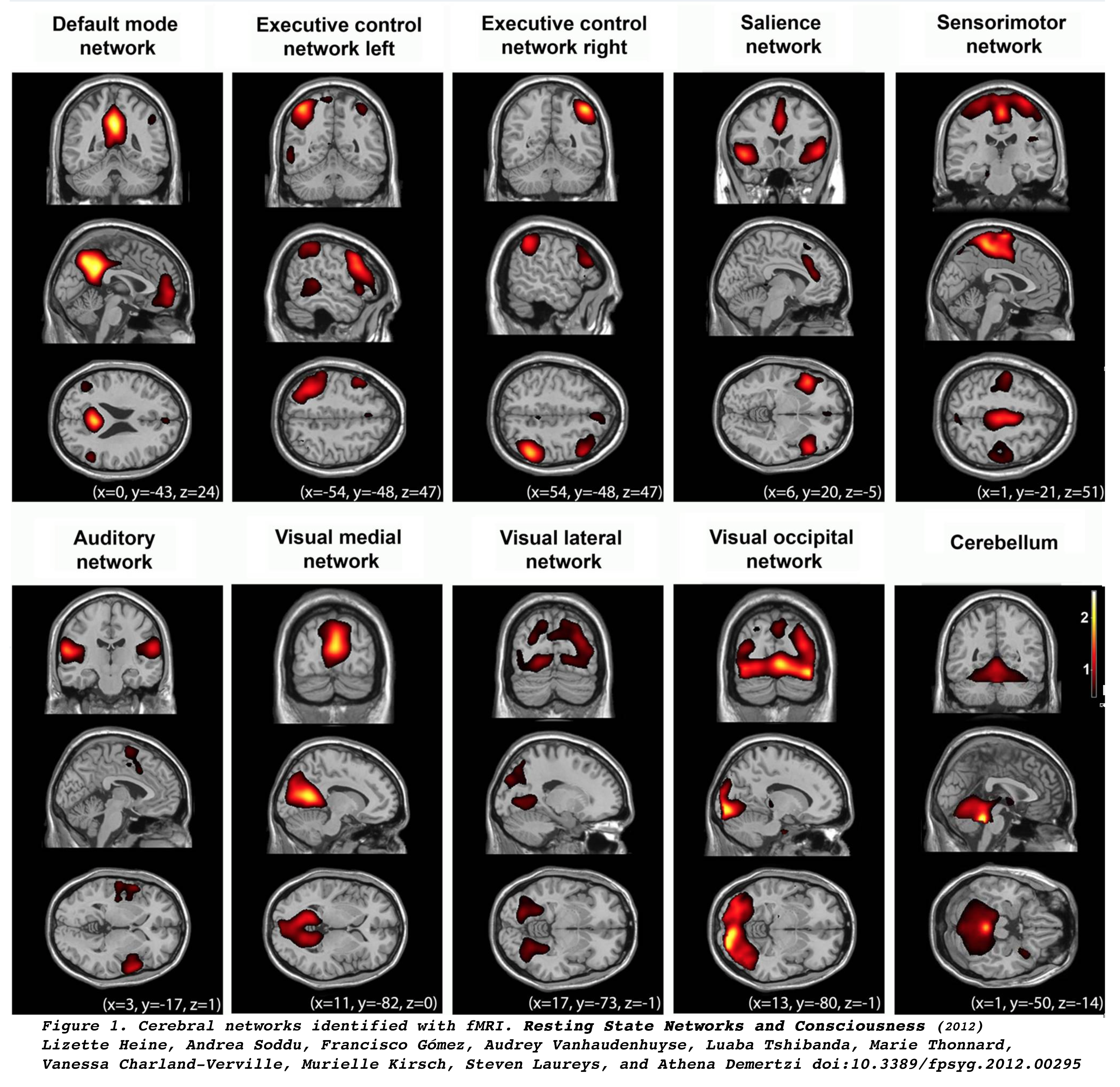
fMRIスキャンにより、10種類の脳の大規模ネットワークの存在が示されている。

脳の大規模ネットワーク（Large scale brain networks）
とは、脳における神経ネットワークの機能的接続を明らかにする神経解剖学分野であり、これはfMRI BOLD信号、脳波、ポジトロン断層法(PET)、脳磁図(MEG)などの解析により進められている。
脳神経科学の新たなパラダイムにおいて、脳の認知タスクは、個々の脳領域の独立した動作ではなく、いくつか別の脳領域同士が密接に「機能的に接続されて」実現されていることが分かっている。その機能的接続は、EEG、MEG、その他変化する脳信号の、離れた個所との同期として測定されうる。そのような同期がなされていることは、10年以上前より、独立成分分析（ICA）や同期性解析などを用いて、特定されてきた 。その様な脳内ネットワークの混乱があるときは、うつ病、アルツハイマー病、自閉症スペクトラム、統合失調症、双極性障害などの脳神経学障害に関連しているとされる。

## ネットワーク
近年の3つの研究により、6種類の大規模ネットワークの存在が示されている。

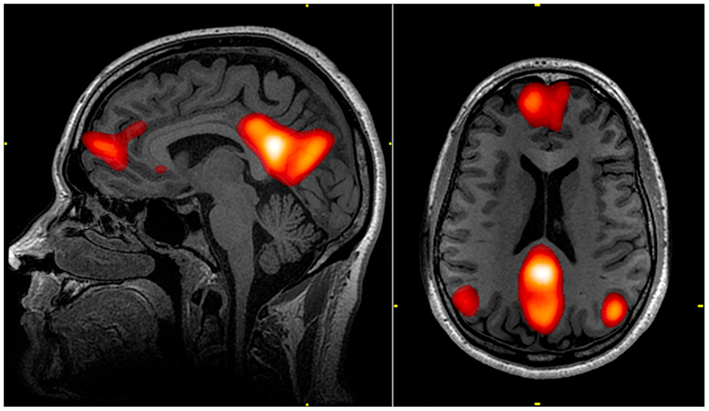
fMRIによるデフォルトモード

デフォルトモードネットワーク（Default mode network; DN）デフォルトモードは人が覚醒し休んでいるときに活発になる。人が空想、未来の想像、記憶の取得、心の理論など、内面的志向のタスクに集中しているときに活発になる。外部の視覚信号に焦点を当てる脳システムとは、相反する関係にある。これは最も広く研究されているネットワークである。
背側注意ネットワーク（Dorsal attention network; DAN）予期せぬ出来事に対して、自発的に注意と方向転換を払っているときに反応する。
腹部注意ネットワーク（Ventral attention network）行動に関連する刺激が、予期せず発生したときに反応する。
顕著性ネットワーク（Salience network）外部からの入力と、内部の脳イベントにおける顕著性を監視している。
前頭頭頂制御ネットワーク（Frontoparietal network）認知制御の開始と調節を行う。
横方向視覚（Lateral visual network）複雑な感情刺激において重要となる。
他にもいくつかの脳ネットワークが特定されている。たとえば、
- 聴覚（auditory）[10][12]
- 運動（motor）[10]
- 右エグゼクティブ（right executive）[10][12]
- 後部デフォルトモード（posterior default mode）[10]
- 左前頭頭頂部（left frontoparietal）[11]
- 小脳（cerebellar）[11][12]
- 空間的注意（spatial attention）[1][5]
- 注意（attention）[8]
- 言語（language）[5][16]
- left executive[12]
- 感覚運動（sensorimotor）[12]
- 体性運動（somatomotor）[13][14][8]
- 視覚（visual）[13][14][8]
- 時間的（temporal）[13][14]
- 大脳辺縁（limbic）[8][13]
- 視覚（visual perception）[16]
- 視覚画像（visual imagery）[16]

など。